# Varietà di salame

## In Europa
- Chorizo (Spagna e Portogallo)
- Longaniza (Spagna e America Latina)
- Sobrassada (Maiorca)
- Salame di Sibiu (Romania)
- Salame ungherese
- Kabanos (Polonia)
- Skilandis (Lituania)
- Falukorv (Svezia)

## Nel mondo
- Cachir

## Salami italiani
- Salame nobile del Giarolo (DOP)
- Salamini italiani alla cacciatora (DOP)
- Salame di Varzi (DOP)
- Salame piacentino (DOP)
- Salame Brianza (DOP)
- Salame mantovano (DOP)
- Sopressa Vicentina (DOP)
- Salame d'oca di Mortara (IGP)
- Salame Sant'Angelo di Brolo (IGP)
- Salame di Felino (IGP)
- Salame Cremona (IGP)
- Salame di Sant'Olcese (PAT)
- Salame Napoli (PAT)
- Salame di Mugnano (PAT)
- Ciauscolo (IGP)
- Salame di Fabriano
- Salame toscano
- Salame Milano
- Salame calabrese
- Salame gentile
- Strolghino
- Salame suino nero dei Nebrodi
- Salame al pistacchio dell'Etna
- Salame siciliano al finocchietto selvatico
- Salame siracusano
- Salame S. Angelo (IGP)
- Soppressata di Nicosia
- Salame di asino ragusano
- Salame nostrano tipico di Castiglione delle Stiviere
- Salame corallino
- Salamella

### Salami riconosciuti tradizionali

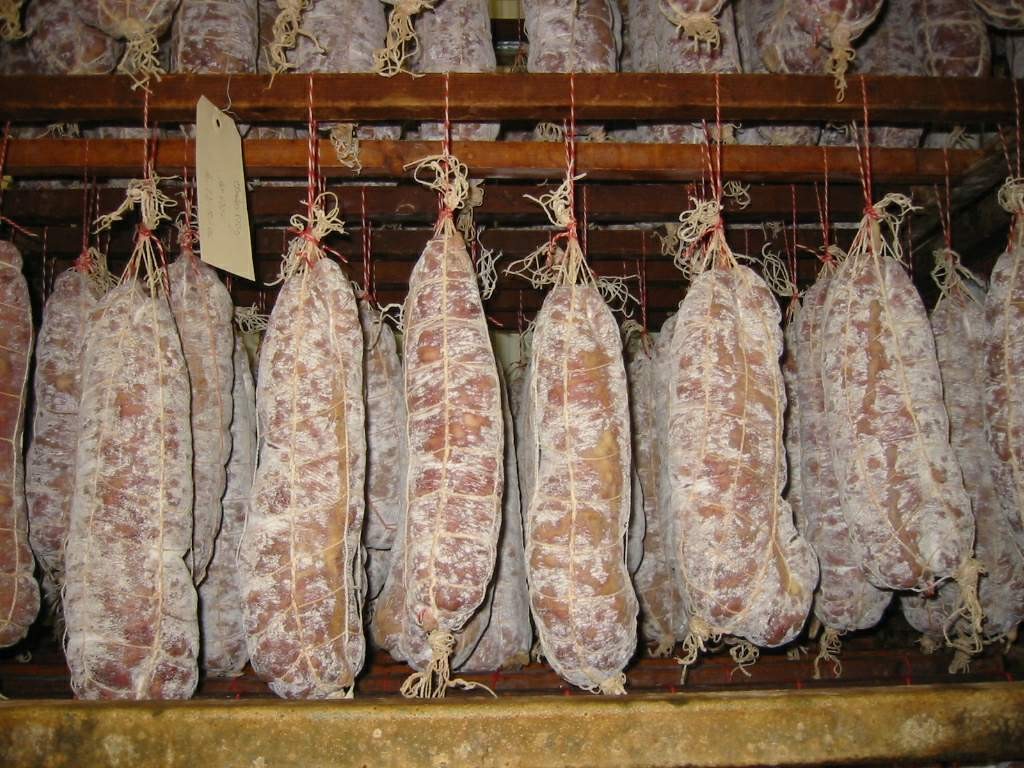
Salami appesi a stagionare

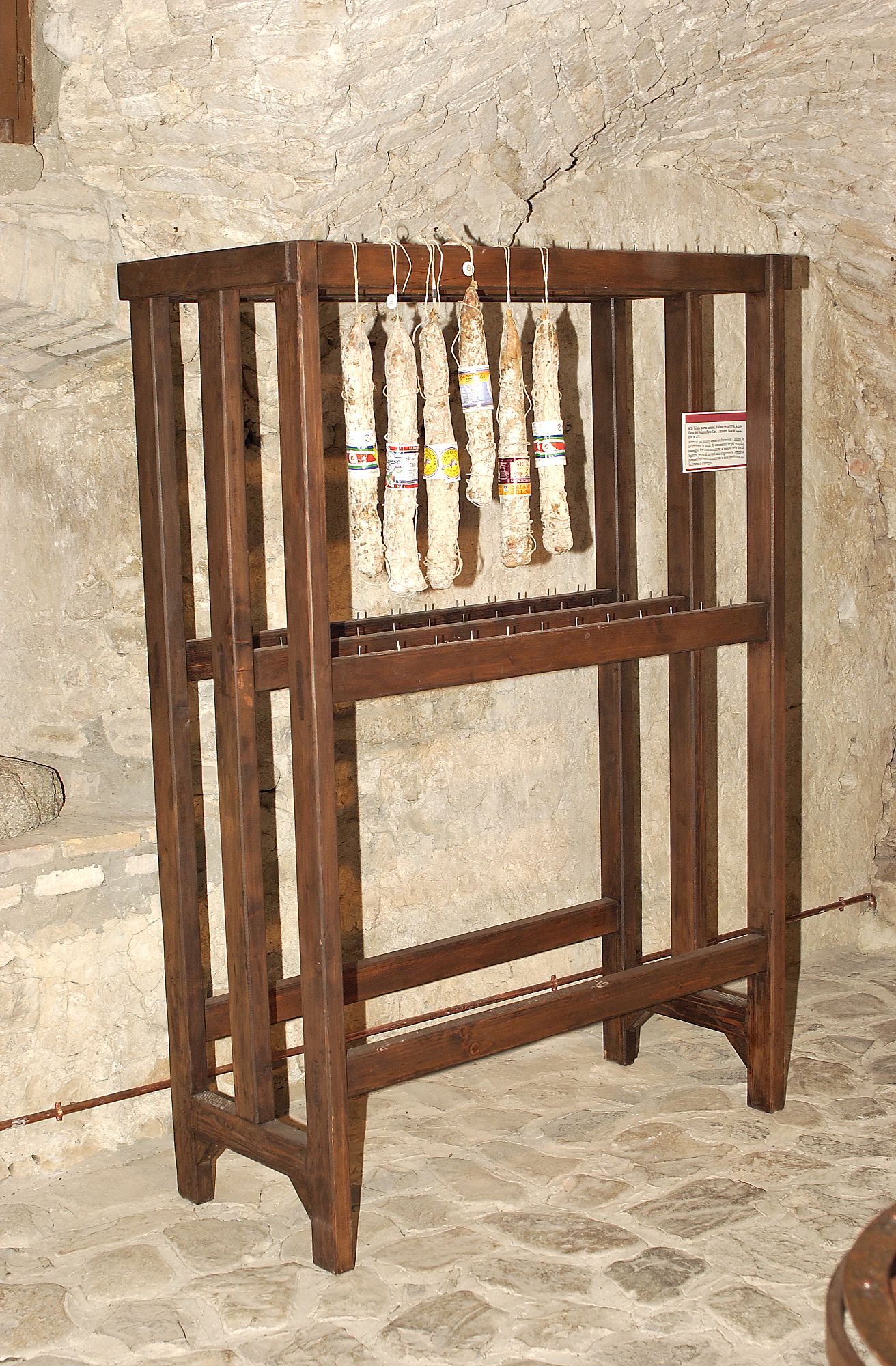
Telaio porta salami

Su proposta delle rispettive regioni, sono stati riconosciuti dal ministero i seguenti 114 salami, considerati nell'elenco dei Prodotti agroalimentari tradizionali italiani.

#### Abruzzo
- Annoia
- Mortadella di Campotosto o coglioni di mulo
- Salame abruzzese
- Salame Aquila
- Ventricina

#### Basilicata
- Soppressata di Basilicata

#### Calabria
- 'Nduja
- Soppressata di Decollatura
- Soppressata calabrese
- Salame crudo di Albidona
- Salame di Crotone

#### Campania
- Salame Napoli
- Salame di Mugnano
- Salame nocerino
- Salsiccione nocerino, salame da cuocere
- Soppressata cilentana e del Vallo di Diano, sopressata di Gioi Cilento
- Sopressata di Riciliano
- Sopressata del Sannio
- Sopressata irpina

#### Emilia-Romagna
- Salame Piacentino
- Salame Romagnolo
- Salame all'aglio, salam da l'ai nella tradizione ferrarese
- Salame di Canossa o salame di Castelnuovo Monti
- Salame degli Estensi
- Golfetta di Lavezzola
- Salama da sugo
- Salame di Felino
- Salame fiorettino
- Salame gentile, al zintil (il gentile)
- Salame zia, la zzia, (la zia)

#### Friuli-Venezia Giulia

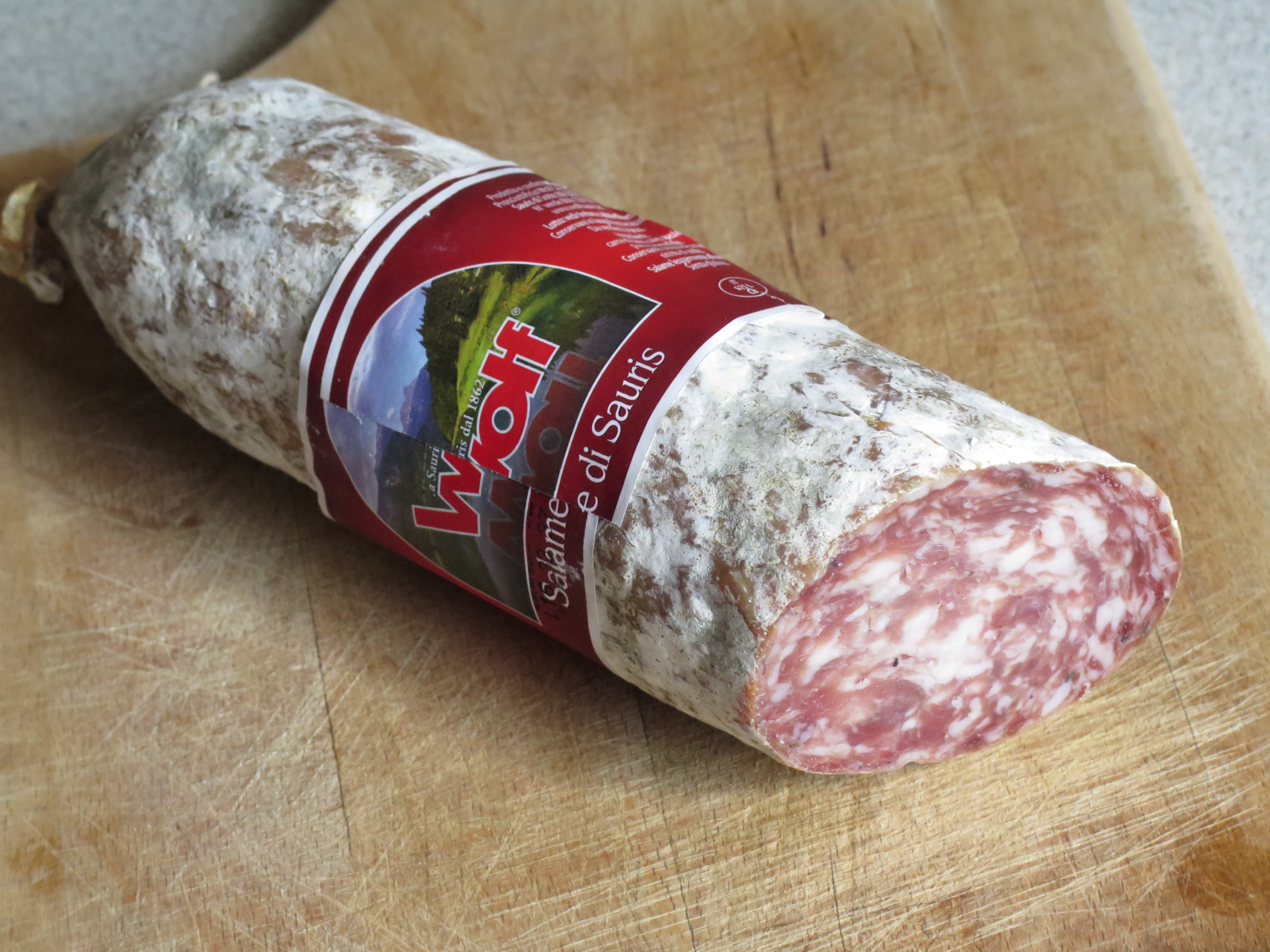
Salame di Sauris

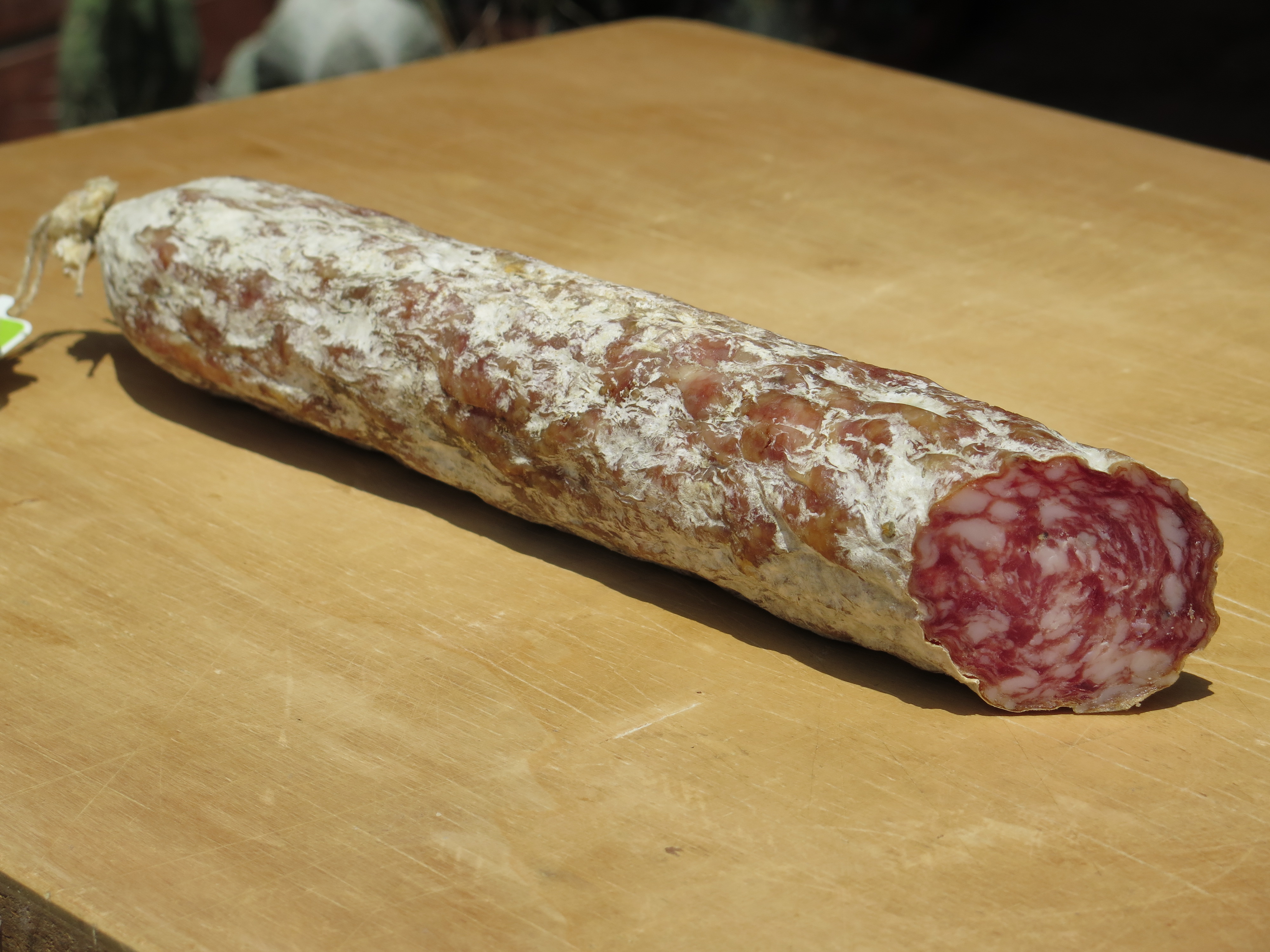
Salame friulano prodotto a Spilimbergo (PN)

- Salam di cueste
- Salame d'oca
- Salame friulano
- Salame di Sauris

#### Lazio
- Salame cotto (salame cotto della Tuscia)
- Salame paesano
- Salsicce secche
- Schiacciata romana

#### Liguria
- Salame (con i lardelli), (salamme cui lardelli)
- Salame cotto
- Salame crudo
- Salame genovese di Sant'Olcese, di Orero
- Mortadella nostrale della Val di Magra
- Mostardella di Vobbia

#### Lombardia

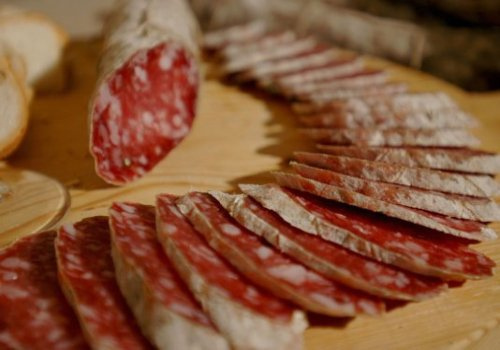
Salame mantovano

- Bastardei
- Salam casalin
- Salame con lingua
- Salame crudo del basso Pavese
- Salame della Bergamasca
- Salame di Filzetta
- Salame di Montisola
- Salame di Varzi
- Salame di testa
- Salame d'oca crudo
- Salame d'oca ecumenico
- Salame mantovano
- Salamelle di Mantova
- Salame Milano
- Salame nostrano di Stradella
- Salame pancettato
- Salame sotto grasso
- Soppressata bresciana

#### Marche
- Ciauscolo (IGP)
- Salame di Fabriano
- Salame di frattula
- Salame di pecora
- Salame lardellato
- Soppressato

#### Molise
- Ventricina Molisana

#### Piemonte
- Salame cotto
- Salame cuneo
- Salame d'asino
- Salame del cios
- Salame di cavallo
- Salame di cinghiale
- Salame di giora
- Salame di patate
- Salame di testa o cupa
- Salame di turgia
- Salam dla doja
- Salame d'oca
- Salamino di capra
- Salametto casalingo
- Salami aromatizzati del Piemonte
- Salamino di vacca
- La Mica

#### Puglia
- Capocollo di Martina Franca
- Guanciale di Faeto
- Soppressata di Puglia

#### Sardegna
- Salsiccia sarda (o "sartitzu" o "salsthitzu")
- Salame Tipo Sardo

#### Sicilia
- Salame suino nero dei Nebrodi
- Salame al pistacchio dell'Etna
- Salame di cinghiale ragusano
- Salame al finocchietto selvatico
- Salame siracusano
- Salame S. Angelo (IGP)
- Salsiccia di Chiaramonte Gulfi
- Soppessata di Nicosia

#### Toscana
- Finocchiona
- Salame al vino
- Salame chianino
- Salame chiantigiano
- Salame di cinghiale
- Salame di Cinta senese
- Salame di maiale e pecora
- Salame prosciuttato di ghivizzano
- Salame toscano

#### Trentino-Alto Adige
- Kaminwurzen (salamino affumicato)
- Ciuiga
- Cacciatore nostrano all'aglio di Caderzone
- Salame all'aglio di Caderzone
- Salame all'aglio o salame da l'ai della Val Rendena
- Salamella fresca all'aglio di caderzone

#### Umbria
- Corallina
- Coglioni di mulo
- Salami di Norcia

#### Valle d'Aosta
- Boudeun

#### Veneto
- Salame di asino
- Salame di cavallo
- Salame di Verona
- Salame nostrano padovano
- Sopressa
- Sopressa Vicentina